# Sporocysta (przywry)
Sporocysta – jedna z larw przywr wnętrzniaków. Występuje w organizmie żywiciela pośredniego i rozmnaża się w nim partenogenetycznie. Należy do pierwszego pokolenia larw. Powstaje przez uwstecznienie się miracidium. Zanikają narządy zmysłów, zostaje odrzucony nabłonek z rzęskami i następuje przebudowa układu nerwowego. Larwa przekształca się w worek z układem rozrodczym, a później z larwami potomnymi – rediami lub cerkariami. Po pewnym czasie jest przez nie rozrywana. Może występować kilka pokoleń sporocyst.